# Cristian Zorzi
Cristian Zorzi, 14 augusti 1972, är en italiensk längdskidåkare som tävlat i världscupen sedan 1993. Hans främsta meriter har kommit i sprint antingen individuellt eller i sprintstafett. 
Zorzi har deltagit i tre olympiska spel. Vid Olympiska vinterspelen 2002 blev han bronsmedaljör i sprint, slagen endast av Tor Arne Hetland och Peter Schlickenrieder. Han deltog vidare i dubbeljakten där han blev nia. Zorzi ingick i det italienska stafettlaget över 4 x 10 km där han körde sista sträckan. Loppet avgjordes med en spurt mellan Zorzi och norrmannen Thomas Alsgaard där norrmannen vann med 0,3 sekunders marginal. 
Vid Olympiska vinterspelen 2006 deltog Zorzi i två grenar dels i den individuella sprinten där han slutade på fjärde plats. Dels som avslutningsman i Italiens stafettlag över 4 x 10 km. Denna gång vann Italien tävlingen med 15 sekunders marginal förre Tyskland. Förutom Zorzi ingick Fulvio Valbusa, Giorgio di Centa och Pietro Piller Cottrer i guldlaget. 
Nästa Olympiska spel, Olympiska vinterspelen 2010, deltog Zorzi i lagsprinten tillsammans med Renato Pasini. Paret slutade på åttonde plats. Zorzi fick även för tredje gången ansvaret att köra sista sträckan i det Italienska stafettlaget men denna gång var laget redan avhängt och slutade trots en bra körning av Zorzi på nionde plats, över två minuter efter segrande Sverige. 
Zorzi har vidare deltagit i fem världsmästerskap (från 2001 till 2009) och som bäst individuellt blivit silvermedaljör i sprint vid VM 2001 efter Hetland. Vid VM 2007 blev han tillsammans med Pasini guldmedaljörer i lagsprint. Segern tillkännagavs efter målfoto mot Ryssland som slutade på exakt samma tid. 